# 나라하시 다쿠마
나라하시 다쿠마(일본어: 名良橋 拓真, 1997년 5월 19일~)는 일본의 축구 선수이다.

## 구단 경력
그는 2021년 J3리그의 후지에다 MYFC에 입단했고, 2년동안 팀에서 뛰었다. 2023년 일본 풋볼 리그의 오키나와 SV로 이적했다. 2024년 J3리그의 테게바자로 미야자키로 이적했다.